# Campeonato Africano de Atletismo de 2018 - 800 m masculino
A prova dos 800 metros masculino do Campeonato Africano de Atletismo de 2018 foi disputada entre os dias 2 e 3 de agosto, no Estádio Stephen Keshi,  em Asaba,  na Nigéria. 

## Recordes
Antes desta competição, os recordes mundiais e do campeonato nesta prova eram os seguintes:
|                       | Nome          | Nacionalidade | Tempo     | Local   | Data                |
| --------------------- | ------------- | ------------- | --------- | ------- | ------------------- |
| Recorde mundial       | David Rudisha | Quênia        | 1m 40s 91 | Londres | 9 de agosto de 2012 |
| Recorde do campeonato | David Rudisha | Quênia        | 1m 42s 84 | Nairóbi | 30 de julho de 2010 |
| Recorde africano      | David Rudisha | Quênia        | 1m 40s 91 | Londres | 9 de agosto de 2012 |

## Medalhistas
| Ouro             | Prata                | Bronze               |
| Nijel Amos (BOT) | Emmanuel Korir (KEN) | Mostafa Smaili (MAR) |

## Cronograma
Todos os horários são locais (UTC+1). 
| Data        | Hora  | Evento  |
| ----------- | ----- | ------- |
| 2 de agosto | 17:10 | Bateria |
| 3 de agosto | 18:00 | Final   |

## Resultados

### Bateria
Qualificação: 2 atletas de cada bateria (Q) mais os 2 melhores qualificados (q).
| Posição | Bateria | Atleta                      | Nacionalidade      | Tempo   | Notas |
| ------- | ------- | --------------------------- | ------------------ | ------- | ----- |
| 1       | 3       | Jonathan Kitilit            | Quênia             | 1:46.55 | Q     |
| 2       | 2       | Emmanuel Korir              | Quênia             | 1:46.92 | Q     |
| 3       | 3       | Antoine Gakeme              | Burundi            | 1:46.99 | Q     |
| 4       | 3       | Edose Ibadin                | Nigéria            | 1:47.28 | q     |
| 5       | 2       | Nijel Amos                  | Botswana           | 1:47.41 | Q     |
| 6       | 3       | Riadh Chninni               | Tunísia            | 1:47.66 | q     |
| 7       | 2       | Adisu Girma                 | Etiópia            | 1:47.79 |       |
| 8       | 3       | Tadese Lemi                 | Etiópia            | 1:47.83 |       |
| 9       | 3       | Tshepo Tshite               | África do Sul      | 1:48.17 |       |
| 10      | 1       | Ferguson Rotich             | Quênia             | 1:48.19 | Q     |
| 11      | 1       | Mostafa Smaili              | Marrocos           | 1:48.42 | Q     |
| 12      | 1       | Ahmed Hasan                 | Etiópia            | 1:48.46 |       |
| 13      | 1       | Rashid Etiau                | Uganda             | 1:48.48 |       |
| 14      | 2       | Yassine Hethat              | Argélia            | 1:48.59 |       |
| 15      | 1       | Kabelo Mohlosi              | África do Sul      | 1:48.60 |       |
| 16      | 1       | Mohamed Belbachir           | Argélia            | 1:48.71 |       |
| 17      | 3       | Geofrey Rutto               | Uganda             | 1:48.78 |       |
| 18      | 1       | Nyasha Mutsetse             | Zimbabwe           | 1:49.40 |       |
| 19      | 3       | Semere Medhanie             | Eritreia           | 1:49.66 |       |
| 20      | 3       | Donald Nyamjua              | Camarões           | 1:49.91 |       |
| 21      | 3       | Boitumelo Masilo            | Botswana           | 1:49.97 |       |
| 22      | 2       | Jerry Motsau                | África do Sul      | 1:50.30 |       |
| 23      | 1       | Kevin Bonbado               | República do Congo | 1:50.80 |       |
| 24      | 2       | Benjamin Manuel Enzema      | Guiné Equatorial   | 1:50.91 |       |
| 25      | 1       | Djibril Ndar Fall           | Senegal            | 1:51.36 |       |
| 26      | 2       | Santino Kenyi Oreng         | Sudão do Sul       | 1:51.56 |       |
| 27      | 3       | Moussa Zaroumeye            | Níger              | 1:52.18 |       |
| 28      | 2       | Hassan Mohammed Hassan Adam | Sudão              | 1:52.73 |       |
| 29      | 2       | Prosper Niyonkuru           | Burundi            | 1:52.83 |       |
| 30      | 2       | Idow Ali                    | Somália            | 1:53.01 |       |
| 31      | 1       | Yiech Pur Biel              | AR                 | 1:53.20 |       |
| 32      | 3       | Joseph Elia Ernesto         | AR                 | 1:55.20 |       |
| 33      | 1       | Adam Fadlelah Abdelwahab    | Sudão              | 1:55.65 |       |
| 34      | 2       | James Chiengjiek            | AR                 | 1:58.69 | [ 4 ] |
| 35      | 2       | Hamada Mohamed              | Egito              | DNS     |       |

### Final
| Posição           | Atleta           | Nacionalidade | Tempo   | Notas |
| ----------------- | ---------------- | ------------- | ------- | ----- |
| Medalha de ouro   | Nijel Amos       | Botswana      | 1:45.20 |       |
| Medalha de prata  | Emmanuel Korir   | Quênia        | 1:45.65 |       |
| Medalha de bronze | Mostafa Smaili   | Marrocos      | 1:45.90 |       |
| 4                 | Antoine Gakeme   | Burundi       | 1:45.91 |       |
| 5                 | Ferguson Rotich  | Quênia        | 1:46.33 |       |
| 6                 | Jonathan Kitilit | Quênia        | 1:46.88 |       |
| 7                 | Edose Ibadin     | Nigéria       | 1:48.31 |       |
| 8                 | Riadh Chninni    | Tunísia       | 1:51.46 |       |

Legenda
| Recorde mundial       | Recorde mundial (World record)               |                       | Recorde africano                      | Recorde africano (African) |                                           | Q | Classificado por posição (Qualified) |
| Recorde do campeonato | Recorde do campeonato (Championship record)  | Recorde da América    | Recorde da América (Americas)         | q                          | Classificado por melhor tempo (Qualified) |   |                                      |
| Melhor marca do ano   | Melhor marca do ano (World leading)          | Recorde asiático      | Recorde asiático (Asian)              | DNS                        | Não largou (Did not start)                |   |                                      |
| Recorde nacional      | Recorde nacional (National record)           | Recorde europeu       | Recorde europeu (European)            | DNF                        | Não terminou (Did not finish)             |   |                                      |
| Recorde pessoal       | Recorde pessoal do atleta (Personal best)    | Recorde da Oceania    | Recorde da Oceania (Oceania)          | DSQ / DQ                   | Desclassificado (Disqualified)            |   |                                      |
| Recorde da temporada  | Recorde da temporada do atleta (Season best) | Recorde sul-americano | Recorde sul-americano (South America) | NM                         | Sem marca (No mark)                       |   |                                      |